# Mottingham
Mottingham is een wijk (tevens een ward, samen met Chislehurst North) in het zuidoosten van de Britse hoofdstad Londen.

## Ligging
Mottingham ligt ongeveer 14,5 km ten zuidoosten van Charing Cross, het centrale meetpunt in de metropool Groot-Londen. De wijk ligt grotendeels in het noordelijkste deel van de London Borough of Bromley, dat onderdeel is van Outer London, de buitenste schil van boroughs. Een deel van de wijk, waaronder het treinstation, ligt in het zuiden van de Royal Borough of Greenwich, en een ander deel ligt in de London Borough of Lewisham, die beide tot Inner London worden gerekend. Mottingham ligt ten noorden van Chislehurst, dat eveneens bij Bromley Borough hoort. Het ligt tevens ten oosten van Catford (in de London Borough of Lewisham), ten zuiden van Eltham (in de Royal Borough of Greenwich), en ten westen van Sidcup (in de London Borough of Bexley).

## Geschiedenis
De vroegste schriftelijke vermelding van Mottingham dateert uit 862 AD, toen het genoemd werd als Modingahema, wat zoveel betekent als "verblijfplaats van Moda's mensen". Mottingham was oorspronkelijk een gehucht, behorend bij de parish Eltham in het graafschap Kent. De 17e-eeuwse Engelse historicus Thomas Fuller beschreef in zijn The Worthies of England een bijzonder voorval in 1585, waarbij in Mottingham een spontaan zinkgat ontstond, waarin drie grote iepen werden verzwolgen.
In 1840 werden Eltham en Mottingham onderdeel van het Londense Metropolitan Police District, hoewel administratief nog steeds bij Kent behorend. In 1866 werd Mottingham een zelfstandige parish, los van Eltham. In hetzelfde jaar opende het treinstation van Mottingham (aanvankelijk Eltham for Mottingham genoemd) aan de South Eastern Railway. Daarmee werd het dorp beter bereikbaar voor forenzen uit Londen en andere plaatsen, waardoor het karakter geleidelijk veranderde van relatief gesloten dorpsgemeenschap naar suburbane buitenwijk. In 1881 woonden er nog slechts 779 personen in de parish, in 1934 waren dat er 2120. Dat aantal nam snel toe door de bouw van het tuindorp Mottingham Estate in de jaren 1930 en Coldharbour Estate na de Tweede Wereldoorlog. In 1965 werd het gebied onderdeel van Groot-Londen (Greater London). In 1994 vonden rondom Mottingham enkele grenscorrecties tussen de boroughs Bromley, Greenwich en Lewisham plaats.

## Voorzieningen
Mottingham railway station is het lokale treinstation, gelegen aan Court Road tussen Eltham en Mottingham, met regelmatige verbindingen met diverse Londense stations en onder andere Gravesend. Diverse buslijnen van Transport for London verzorgen het openbaar vervoer met de omliggende plaatsen.
St Andrews Church is de oudste parochiekerk van Mottingham en dateert uit 1884. De kerk van St Edward the Confessor werd in 1957 gebouwd. Eltham College is een privéschool, opgericht in 1842 en oorspronkelijk bedoeld voor kinderen van zendelingen, die sinds 1912 op de huidige locatie is gevestigd.

## Bekende inwoners
- W. G. Grace (1848–1915), arts en cricketspeler
- Eric Liddell (1902–1945), atleet en zendeling; inspireerde de film Chariots of Fire
- Denis Healey (1917–2015), Labour-politicus en minister van defensie
- Alex Walkinshaw (1974), acteur
- Anton Ferdinand (1985), voetballer

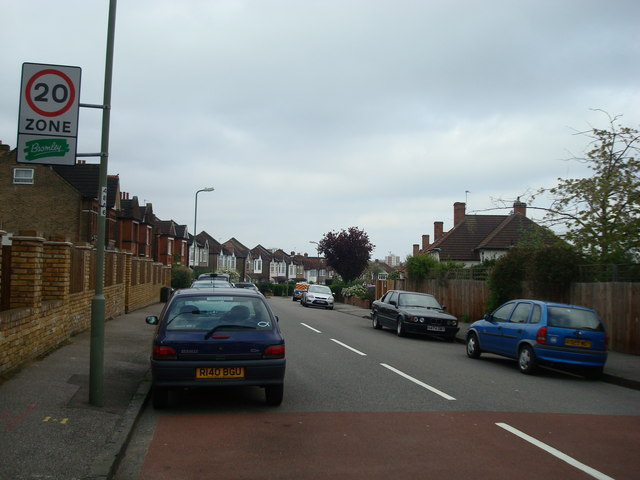
Tuindorpbebouwing
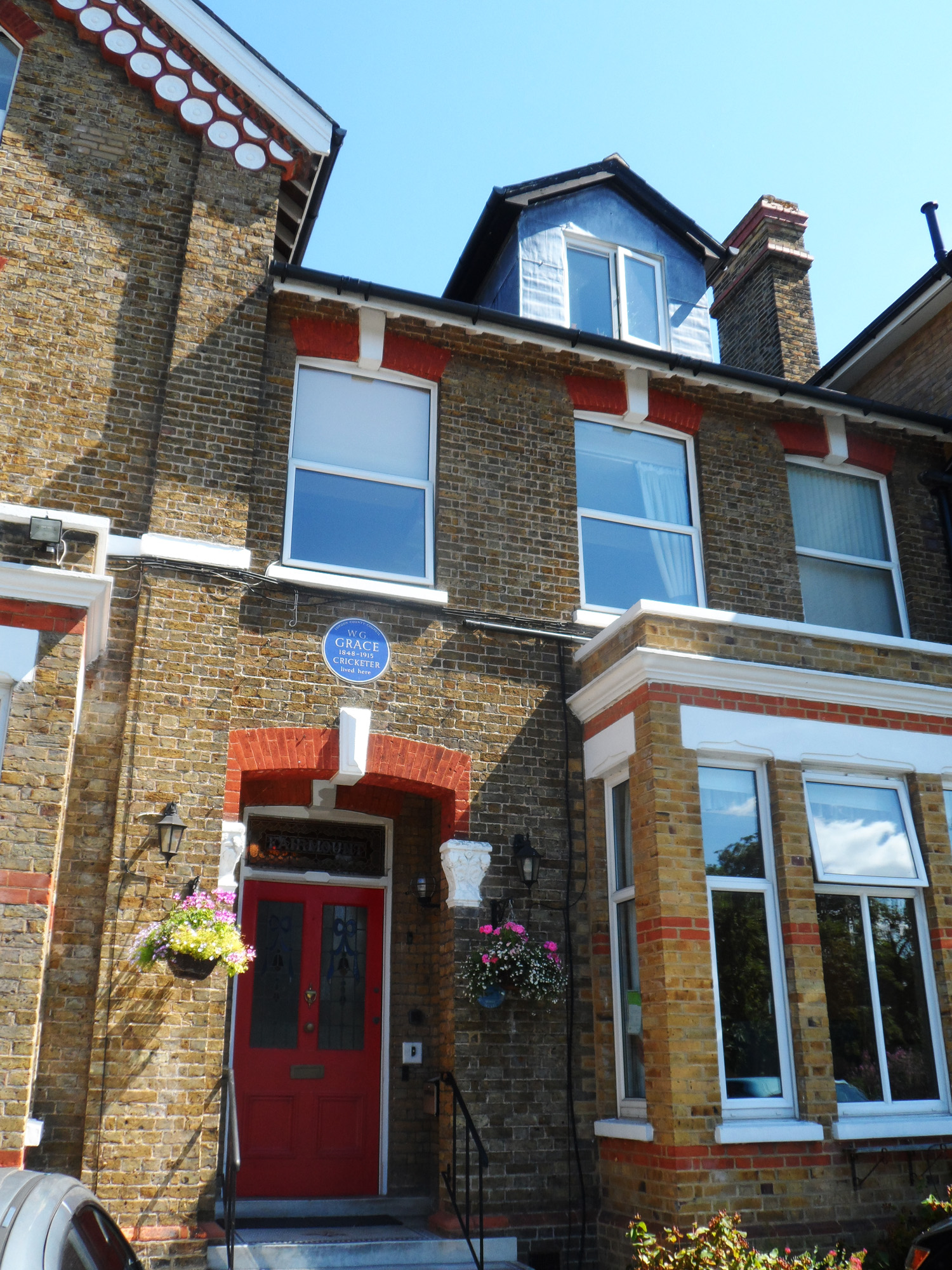
Woonhuis van W. G. Grace
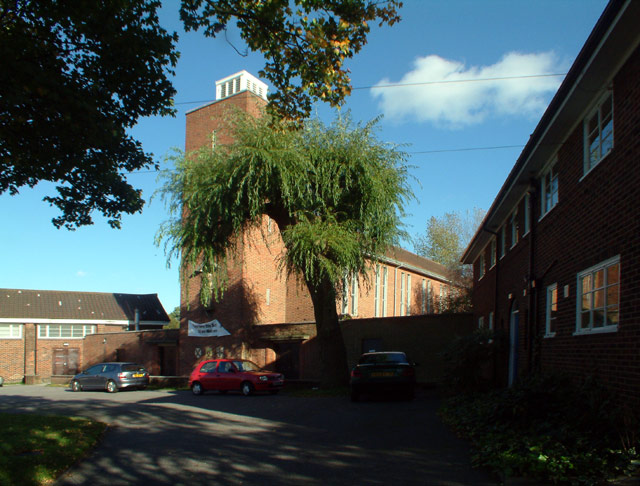
St Edward the Confessor
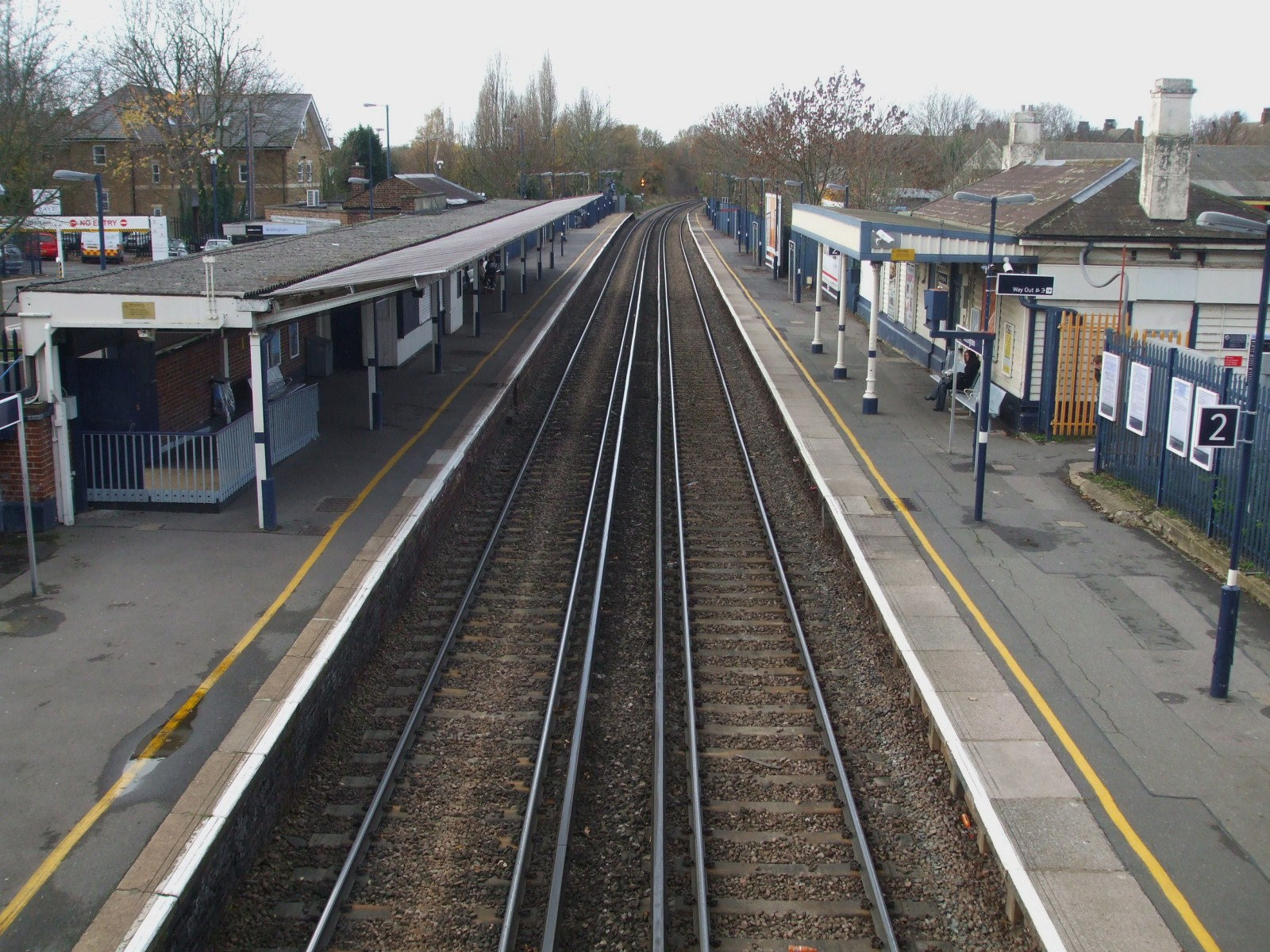
Mottingham station